# Yincana

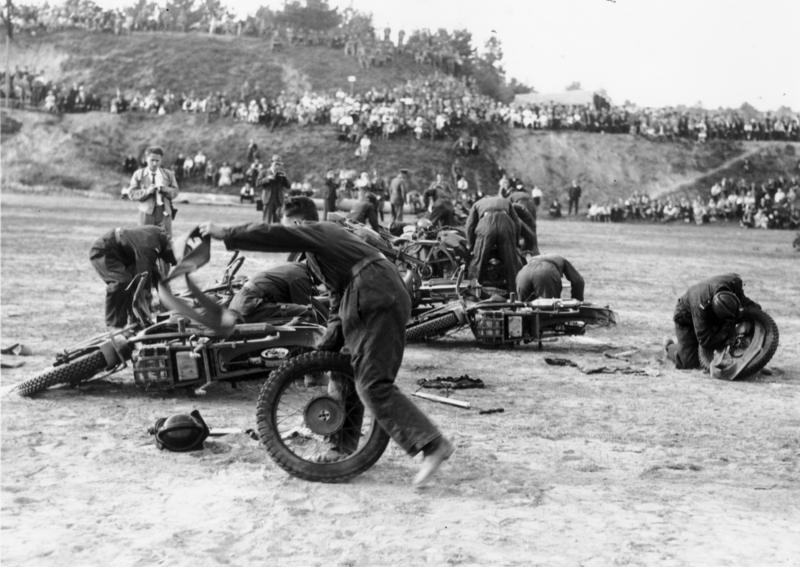
Gymkhana, competición motociclista en Wünsdorf, Alemania.

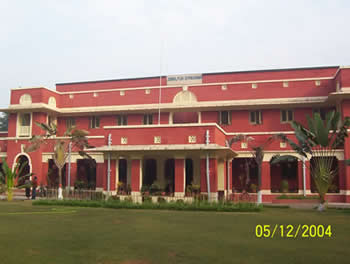
Hotel Gymkhana, India.

Una yincana es un juego de competición en equipo  en el que los participantes deben superar una serie de pruebas que pueden ser de ingenio, habilidad, físicas o deportivas a lo largo de un recorrido. Los participantes tienen que ser veloces y ágiles para llegar a la meta más rápido que los demás grupos, el camino tiene muchas dificultase por las que pasaran. La yincana se puede elaborar en lugares muy distintos, con tener algo de espacio es necesario. La palabra está recogida en el Diccionario de la lengua española (DLE) de la Real Academia Española (RAE).

## Etimología
La abreviatura o palabra  gymkhana proviene a través del inglés, del término hindi y persa khana (khāneh en persa), que significa "lugar de reunión", y de gend, que significa 'pelota': gẽdkhāna, juego de pelota. El significado actual designa un lugar en el que se celebran concursos de habilidad, y al propio concurso.
En el subcontinente indio, y en otros países asiáticos como Malasia, Tailandia, Birmania y en Singapur, así como en el este de África, gymkhana se refiere a un club deportivo y social.
Este juego se practica principalmente en la India.

## Historia
En el siglo XIX, el ejército británico las organizaba en la India para mantener en forma a la caballería y mejorar su destreza como jinetes. Una gymkhana típica consistía en llevar a cabo una carrera a caballo en un circuito serpenteante, durante la cual los participantes debían sortear una serie de obstáculos consistentes en hileras de postes situados a diversas alturas, siendo penalizados si omitían saltar algún obstáculo o voltean algún poste.
Aunque en sus orígenes en las yincanas se competía a caballo, hoy se celebran a pie o en todo tipo de vehículos, incluidas las bicicletas, coches o patines, siendo muy populares como actividades al aire libre. En los países de habla inglesa continúa siendo un concurso de equitación, generalmente infantil, en el que la agilidad de los caballos y el talento de los jinetes se demuestra en distintas pruebas.

## Yincana digital
Las yincanas digitales son una evolución del juego original adaptada al entorno de internet y dispositivos electrónicos. Los participantes completan retos y resuelven enigmas usando plataformas online y apps móviles. Estos juegos pueden ser educativos, recreativos o para fomentar la integración en empresas. A diferencia de las yincanas tradicionales, las digitales no están limitadas por la geografía y permiten la participación global, aunque también pueden combinarse con elementos físicos para crear yincanas mixtas o de realidad aumentada. Este formato contemporáneo de yincana aprovecha la tecnología para ofrecer nuevas formas de aprendizaje, interacción y diversión.